# Melampodium leucanthum
Espèce
Melampodium leucanthum est une espèce de plantes à fleurs de la famille des Asteraceae, originaire du continent nord-américain.

## Description morphologique

### Appareil végétatif
C'est une plante herbacée, de 15 à 50 cm de hauteur, qui se présente sous forme de touffes un peu buissonnantes. Les feuilles sont opposées, étroites et mesurent de 2 à 5 cm de long.

### Appareil reproducteur
La floraison a lieu entre mars et novembre. Les inflorescences sont des capitules blancs à cœur jaune-verdâtre, isolés au sommet de chaque tige florale. Chaque capitule mesure environ 2,5 cm de diamètre. L'involucre est constitué de 5 bractées larges, fusionnées sur la moitié ou les 2/3 de leur longueur.
Les fruits sont des akènes possédants plusieurs écailles étroites à leur extrémité.

## Répartition et habitat
Cette plante pousse sur sol rocailleux dans les plaines arides et les déserts. Son aire de répartition s'étend, au nord, de l'Arizona jusqu'au Kansas (États-Unis), et au sud jusqu'au Mexique.